# Rennes-les-Bains
Rennes-les-Bains è un comune francese di 172 abitanti situato nel dipartimento dell'Aude nella regione dell'Occitania.

## Storia
In epoca romana vengono costruite le terme che sono frequentatissime.
Le acque terapeutiche paiono essere curative contro i reumatismi e perciò le terme vengono utilizzate dall'elite romana.
Bianca di Castiglia alloggia nel paese che ella stessa chiamerà Bain de la Reine, nome da cui si origina il nome attuale.
Recentemente vengono ristrovati dei fossili nella Montagna di Cornes.

### Origine del nome e varie storpiature del nome nel corso dei secoli
- In epoca imprecisata, ma comunque prima del 1162, viene chiamata Bain Fort, si ignora il nome del sito di epoca romana.
- 1162, il paese risulta in documenti col nome di Ecclesia Sancti Nazarii de Arquis Calidis.
- Da Bianca di Castiglia, tra il 1162 ed il 1307, prende il nome di Bain de la Reine (cioè Bagni della Regina, per via delle terme).
- 1307, il paese viene chiamato Valnei Balnei.
- 1347, da quest'anno in poi il paese si chiamerà Rector de Balneis Montisferrandis.
- 1406, indi, da quest'anno si chiamerà Regnes les Bains.
- 1594, poi, da quest'altr'anno si chiamerà Les Bains.
- 1632, il paese cambia di nuovo nome, questa volta sarà mutato in Bains de Montferrand
- 1642, altro mutamento, il paese si chiama ora Les Bans.
- 1781, questa volta il nome viene cambiato in Les Bains de Montferrand.
- 1807, da quest'anno il nome viene semplificato, come nel 1594, in Les Bains.
- tra il 1807 ed il 1832 circa, il paese si chiama Les Bans de Rennos, o, più semplicemente Rennos.
- 1832 circa, il paese viene chiamato col nome attuale: Rennes-les-Bains

### Esoterismo
Il paese sembra essere implicato nelle vicende dei templari insieme a Rennes-le-Château.
Le rovine di Tipliès nel Bezu, nei pressi, paiono prendere nome dai Templari.
La zona pare essere collegata con l'abate Bérenger Saunière.

## Monumenti e luoghi d'interesse
- Antica apertura d'aria in argento presso il castello di Blanchefort.
- Vestigia di terme romane.
- Il "Faiteuil du Diable" (la Poltrona del Diavolo) a Plan-de-la-Coste nelle vicinanze di una sorgente ferruginosa.
- Un villaggio nei pressi tipico delle Corbières.
- Rovine del castello di Blanchefort, a nord, tipica fortezza visigota.
- Casa-Fortezza a piccola torre carrabile (con sottopasso a livello strada per carri e simili) sita vicino ad un ponte.
- Un ponte antico.
- Stabilimenti termali odierni.
- Chiesa di San Nazario e Celso rimaneggiata: vi è un muro di torre campanaria con 2 arcate romane.
- Museo con collezione archeologica; vestigia della stazione termale gallo-romana.
- Rive de la Sals (Riviera Salata).
- Panorama su sito agreste, in una valle verdeggiante circondata da monti.
- Parco di Bain de la Reine con cascate e terreni, rocciosi e no, a dirupo, a scarpata o verticali nei pressi del mare a Montferrand.
- Foreste, tra cui la foresta demaniale di Rialsesse.
- Monte Cardou (796 m).
- Picco di Burgarach (con panorama).
- Lago di Barrenc.
- Montagna di Cornes (da cui sono stati trovati dei fossili.
- Passeggiata per forestieri-stranieri.

## Società

### Evoluzione demografica
Abitanti censiti